# Tomáš Ostrák
Tomáš Ostrák (Frýdek-Místek, 5 febbraio 2000) è un calciatore ceco, centrocampista del St. Louis City.

## Carriera
Cresciuto nel settore giovanile del Colonia, nel 2019 viene ceduto in prestito all'Hartberg con cui debutta fra i professionisti il 20 luglio in occasione dell'incontro di ÖFB-Cup perso ai rigori contro il SC Wiener Viktoria. Nel resto della stagione viene impiegato in altri 11 incontri di campionato dopodiché, terminato il prestito, viene girato con la stessa formula al Karviná in vista della stagione successiva.

## Statistiche
Statistiche aggiornate al 20 marzo 2023.

### Presenze e reti nei club
| Stagione        | Squadra         | Campionato      | Campionato | Campionato | Coppe nazionali | Coppe nazionali | Coppe nazionali | Coppe continentali | Coppe continentali | Coppe continentali | Altre coppe | Altre coppe | Altre coppe | Totale | Totale | Totale |
| Stagione        | Squadra         | Comp            | Pres       | Reti       | Comp            | Pres            | Reti            | Comp               | Pres               | Reti               | Comp        | Pres        | Reti        | Pres   | Reti   |        |
| --------------- | --------------- | --------------- | ---------- | ---------- | --------------- | --------------- | --------------- | ------------------ | ------------------ | ------------------ | ----------- | ----------- | ----------- | ------ | ------ | ------ |
| 2019-2020       | Hartberg        | BL              | 11         | 1          | CA              | 1               | 0               |                    | -                  | -                  |             | -           | -           | 12     | 1      |        |
| 2020-2021       | Karviná         | 1L              | 14         | 1          | CRC             | 1               | 0               |                    | -                  | -                  |             | -           | -           | 15     | 1      |        |
| 2021-2022       | Colonia         | BL              | 5          | 0          | CG              | 1               | 0               |                    | -                  | -                  |             | -           | -           | 6      | 0      |        |
| 2023            | St. Louis City  | MLS             | 4          | 1          |                 | -               | -               |                    | -                  | -                  |             | -           | -           | 4      | 1      |        |
| Totale carriera | Totale carriera | Totale carriera | 34         | 3          |                 | 3               | 0               |                    | -                  | -                  |             | -           | -           | 37     | 3      |        |